# شهرستان بلد هاوو
شهرستان بلد هاوو یک منطقهٔ مسکونی در سومالی است که در جدو واقع شده‌است. شهرستان بلد هاوو ۲۲۵٬۴۲۱ نفر جمعیت دارد.